# Der Springer von Pontresina
Der Springer von Pontresina ist ein Filmdrama des Regisseurs Herbert Selpin aus dem Jahr 1934. Die Literaturverfilmung basiert auf dem gleichnamigen Roman des Schriftstellers Hans Richter, der auch das Drehbuch schrieb. In der Hauptrolle verkörpert Vivigenz Eickstedt den Skisportler Tielko Groots.

## Handlung
Pontresina in der Schweiz, zu Beginn des 20. Jahrhunderts. Ein Skisprungrennen steht bevor. Im Hochgebirge trainiert die deutsche Mannschaft fieberhaft für den Sieg. Als Tielko Groots, ein Favorit auf der Skipiste, die junge Engländerin Violett Moore trifft, die dort mit ihrem Vater ihren Urlaub verbringt, verliebt er sich in sie. Er begleitet sie ins Hotel und verbringt dort einen Abend mit ihr und ihrem Vater. Dem Mannschaftsführer Uli Boeker passen solche „Ausflüge“ seines Schützlings nicht, er sieht den Sportgedanken der Mannschaft in Gefahr, vor allem dann, wenn Tielko erst spät abends ins Trainingslager zurückkehrt.
Am folgenden Tag begegnen sich Uli und Tielko in St. Moritz, der in Begleitung der jungen Dame Violett ist. Uli nimmt sich Tielko zur Seite und versucht, in sein Gewissen zu reden. Nach dem Gespräch glaubt der Mannschaftsführer, dass er seinen Schützling nun wieder unter voller Kontrolle hat. Doch er irrt sich: Tielko hat nur noch Gedanken für seine neue Liebschaft, mit dem Training hat er nichts mehr im Sinn.
An einem folgenden Abend schleicht sich Tielko in einer ausgeliehenen Abendgarderobe aus dem Trainingslager in das Grandhotel in St. Moritz, wo ein Ball stattfindet. Dem Mannschaftsführer Uli fällt jedoch auf, dass Tielko schon wieder im Lager fehlt und spürt ihn im Hotel auf. Er führt ihn zurück ins Trainingslager. Dem Rest der Mannschaft bleiben Tielkos regelmässigen „Ausflüge“ natürlich nicht verborgen, und die Sportler beginnen, sich über ihren Teamkollegen zu ärgern. Als der Mannschaftsführer Uli bei einem Sportunfall schwer verletzt wird, gibt ein Wort das andere, und schliesslich machen die Teamkollegen Tielko für den Unfall des Mannschaftsführers verantwortlich. Die Kollegin von Uli, Marlen, kümmert sich um Uli im Krankenhaus, schliesslich finden die beiden zueinander.
Lies versucht inzwischen, die aufgebrachte Mannschaft zu beruhigen, die Tielko die Schuld an dem Unfall ihres Mannschaftsführers zuschreibt. Auch Tielko selbst kehrt wieder zur Normalität zurück als er erfährt, dass seine neue Liebschaft Violetta die Verlobung mit ihrem Vetter Henry MacPherson bekanntgegeben hat.
Mannschaftsführer Uli, der aufgrund seines Unfalls das Krankenhaus vorerst nicht verlassen kann, überträgt Tielko die Leitung des Teams. Dieser führt die Mannschaft, gemeinsam mit Lies, ins weitere Training.

## Erscheinungstermin und abweichende Filmtitel
Der Film wurde am 23. Mai 1934 im Berliner Atrium uraufgeführt. In Österreich wurde er unter dem Originaltitel in den Kinos gezeigt, während er in der Schweiz unter dem Titel Liebe in St. Moritz und in anderen Ländern unter dem englischen Titel The Champion of Pontresina gezeigt wurde.

## Produktionsnotizen
Die Drehorte der von Januar bis April 1934 entstandenen Außenaufnahmen waren St. Moritz, die Skigebiete Corviglia und Diavolezza, das Dorf Samedan, die Gemeinde Pontresina und der Morteratschgletscher. Die Innenaufnahmen entstanden in der zweiten Märzhälfte 1934 in den Terra-Film Studios in Berlin-Marienfelde. Herbert Maisch assistierte Regisseur Herbert Selpin. Robert A. Dietrich entwarf die von Bruno Lutz ausgeführten Filmbauten. Die Liedtexte entstammen der Feder von Günther Schwenn. Insbesondere Wir wollen Freunde sein fürs ganze Leben! erflangte Bekanntheit über den Film hinaus. Die Produktionsleitung hatte Walter Zeiske, dem auch die Herstellungsgruppe unterstand, Rudolf Brix war Standfotograf. Sepp Ketterer assistierte den beiden Chefkameraleuten Allgeier und Angst. Das Geigensolo spielte der Schauspieler Walter Rilla (Der Geiger von Florenz), seit seiner Jugend ein begeisterter Violinist.

## Überprüfung durch das NS-Regime
Das NS-Regime überprüfte den Film am 15. Mai 1934 auf eventuell dem Regime abträgliche Inhalte. Es wurden keine Beanstandungen festgestellt. Mit dem Beschluss B.36414 wurde er vom Regime als Jugendfrei deklariert, was für damalige Verhältnisse für ein Filmdrama bzw. Liebesfilm eher ungewöhnlich war.

## Kritiken
„Eine Wintersportkomödie, die im Zusammenhang mit dem internationalen Skispringen der FIS vom 16.2.1934 gedreht wurde.“